# 山根和俊短編集 プロトタイプ
『山根和俊短編集 プロトタイプ』（やまねかずとし たんぺんしゅう プロトタイプ）は、山根和俊による日本の漫画短編集。1998年3月9日集英社から発売。

## 収録作品
GANRYU
週刊少年ジャンプ1997年1号掲載。
ガンリュウのプロトタイプ版。主人公が連載版に比べて大人である。ガンリュウの8巻（最終巻）にも収録されている。
オメガエンジェル
週刊少年ジャンプ増刊1995年WinterSpecial掲載。
オメガソルジャー「エンジェル」の戦いの話。
SCORPIO
週刊少年ジャンプ増刊1990年SummerSpecial掲載。
女賞金稼ぎジョオ・スコルピオの死闘の話。
BERSERK
ホップ☆ステップ賞SELECTION第4巻掲載。
政府軍と謎の女を巡る話。

## 単行本
- 山根和俊『山根和俊短編集 プロトタイプ』1998年3月9日発行、ISBN 4-08-872532-8